# Onuphis longisetosa
Onuphis longisetosa är en ringmaskart som beskrevs av Imajima 1986. Onuphis longisetosa ingår i släktet Onuphis och familjen Onuphidae. Inga underarter finns listade i Catalogue of Life.